# WASP-5b
WASP-5b는 봉황자리 방향으로 지구에서 967광년 떨어져 있는 항성 WASP-5을 도는 외계 행성이다. 이 행성의 질량과 반지름으로 미루어 보아 목성과 비슷한 부피와 조성을 보이는 가스 행성임을 알 수 있다. WASP-5b는 항성을 가까이서 돌고 있기 때문에 뜨거운 목성으로 분류할 수 있으며, 대기 온도는 약 1717 켈빈이다.

## 같이 보기
- SuperWASP
- 뜨거운 목성

## 참고 문헌
- UK planet hunters announce three new finds (이 문서를 보기 위해서는 아크로뱃 리더가 필요합니다)